# Droga krajowa nr 206 (Kostaryka)
Droga krajowa nr 206 (hiszp. Ruta Nacional Secundaria 206/Ruta 206) – jedna z dróg krajowych w Kostaryce. Znajduje się ona w prowincjach San José i Cartago.

## Opis
W prowincji San José droga krajowa nr 206 przebiega przez kanton Desamparados (przez dystrykty Desamparados, Gravilias i San Miguel).
W prowincji Cartago droga krajowa nr 206 przebiega przez kanton Cartago (przez dystrykt Quebradilla).